# USAC-Saison 1963
Die USAC-Saison 1963 war die 42. Meisterschaftssaison im US-amerikanischen Formelsport. Sie begann am 21. April in Trenton und endete am 17. November in Phoenix. A.J. Foyt sicherte sich zum dritten Mal den Titel. Jim Clarks Sieg in Milwaukee war der erste eines Wagens mit Heckmotor in der Meisterschaft.

## Rennergebnisse
| Nr. | Datum         | Veranstaltung (Rennstrecke)                                          | Meilen | Sieger         | Siegerteam           |
| --- | ------------- | -------------------------------------------------------------------- | ------ | -------------- | -------------------- |
| 1   | 21. April     | Trenton 100 (Trenton International Speedway) (O)                     | 100    | A.J. Foyt      | Mesowski-Offenhauser |
| 2   | 30. Mai       | International 500 Mile Sweepstakes (Indianapolis Motor Speedway) (O) | 500    | Parnelli Jones | Watson-Offenhauser   |
| 3   | 09. Juni      | Rex Mays Classic (The Milwaukee Mile) (O)                            | 100    | Rodger Ward    | Watson-Offenhauser   |
| 4   | 23. Juni      | Langhorne 100 (Langhorne Speedway) (UO)                              | 100    | A.J. Foyt      | Mesowski-Offenhauser |
| 5   | 28. Juli      | Trenton 150 (Trenton International Speedway) (O)                     | 150    | A.J. Foyt      | Trevis-Offenhauser   |
| 6   | 17. August    | Tony Bettenhausen Memorial (Illinois State Fairgrounds) (UO)         | 100    | Rodger Ward    | Watson-Offenhauser   |
| 7   | 18. August    | Tony Bettenhausen 200 (The Milwaukee Mile) (O)                       | 200    | Jim Clark      | Lotus-Ford           |
| 8   | 02. September | Ted Horn Memorial (DuQuoin State Fairgrounds) (UO)                   | 100    | A.J. Foyt      | Mesowski-Offenhauser |
| 9   | 14. September | Hoosier Hundred (Indiana State Fairgrounds) (UO)                     | 100    | Rodger Ward    | Watson-Offenhauser   |
| 10  | 22. September | Trenton 200 (Trenton International Speedway) (O)                     | 200    | A.J. Foyt      | Trevis-Offenhauser   |
| 11  | 27. Oktober   | Golden State 100 (California State Fairgrounds) (UO)                 | 100    | Rodger Ward    | Watson-Offenhauser   |
| 12  | 17. November  | Bobby Ball Memorial (Arizona State Fairgrounds) (UO)                 | 100    | Rodger Ward    | Watson-Offenhauser   |

- Erklärung: O: Oval, UO: unbefestigtes Oval

## Fahrer-Meisterschaft (Top 10)
| 1. | A.J. Foyt      | 2950 |
| 2. | Rodger Ward    | 2210 |
| 3. | Jim McElreath  | 1655 |
| 4. | Parnelli Jones | 1540 |
| 5. | Don Branson    | 1352 |

| 6.  | Jim Clark         | 1200 |
| 7.  | Chuck Hulse       | 1020 |
| 8.  | Roger McCluskey   | 750  |
| 9.  | Jim Hurtubise     | 660  |
| 10. | Johnny Rutherford | 640  |